# Alexandre-René Chaussegros de Léry
Pour les articles homonymes, voir Chaussegros de Léry.
Alexandre-René Chaussegros de Léry (né le 26 mars 1818 et mort le 19 décembre 1880 était un seigneur, avocat et homme politique. Il était un membre conservateur du Sénat du Canada pour la division Lauzon de 1871 à 1876 et il a aussi représenté la même division au Conseil législatif du Québec de 1867 à 1880.

## Biographie
Il est né à Québec en 1818, le fils du seigneur Charles-Étienne Chaussegros de Léry et il a étudié au Petit Séminaire de Québec. Il a fait son stage en droit avec Louis de Gonzague Baillargé et a été admis au Barreau en 1842. En 1844, il épousa Catherine Charlotte-Éliza, fille de seigneur Antoine-Gaspard Couillard. Il avait hérité les seigneuries de Rigaud-Vaudreuil et Sainte-Barbe-de-la-Famine et possédait aussi des biens à la ville de Québec et Saint-François-de-la-Beauce (maintenant Beauceville). Après la découverte d'or sur sa propriété, il a créé la compagnie minière de l'or De Léry. Il a également participé à la Fondation de la Compagnie de Chemin de fer à Lisses de Lévis à Kennebec (plus tard le Chemin de fer Québec Central) et a servi comme son président.  
Il a été nommé au Conseil législatif en 1867 et au Sénat en 1871, il démissionne de son siège au Sénat en 1876. Il continua d'être un membre du Conseil législatif jusqu'à sa mort en 1880 à Québec. Il fut enterré à Saint-François-de-la-Beauce.
Son fils William-Henri-Brouage a plus tard a été maire de Saint-François-de-la-Beauce. Sa fille Catherine-Louise-Josephte devient la seconde femme de Richard Alleyn, membre de l'Assemblée législative du Québec. Son frère Charles-Joseph avait également été maire de Saint-François-de-la-Beauce et avait aussi servi comme gardien pour le comté de Beauce.